# 165. strelska divizija (ZSSR)
165. strelska divizija (izvirno rusko 165. стрелковая дивизия; kratica 165. SD) je bila strelska divizija Rdeče armade v času druge svetovne vojne.

## Zgodovina
Divizija je bila ustanovljena leta 1941, uničena decembra istega leta in ponovno ustanovljena še isti mesec v Kurganu.